# Acalypha chuniana
Acalypha chuniana là một loài thực vật có hoa trong họ Đại kích. Loài này được H.G.Ye, Y.S.Ye, X.S.Qin & F.W.Xing mô tả khoa học đầu tiên năm 2006.